# Homalium celebicum
Homalium celebicum är en videväxtart som beskrevs av Sijfert Hendrik Koorders. Homalium celebicum ingår i släktet Homalium och familjen videväxter. Inga underarter finns listade i Catalogue of Life.